# Verloop van een ziekte
Verloop van een ziekte is een hoorspel van Klas Ewert Everwyn. Krankheitsverlauf werd op 9 september 1973 door de Saarländischer Rundfunk uitgezonden. Karel Ruyssinck vertaalde het en de BRT zond het uit op zondag 16 april 1978. De regisseur was Herman Niels. De uitzending duurde 38 minuten.

## Rolbezetting
- Marc Leemans (Harald Panske)
- Jeanine Schevernels (Trude Panske)
- François Bernard, Jef Burm, Ugo Prinsen, Diane de Ghouy, Joris Collet, Robert Van der Veken, Jo Crab & Hilde Sacré (verdere medewerkenden)

## Inhoud
Wat gebeurt er als men plots ernstig ziek wordt en dringend doktershulp nodig heeft? Komt men dan dadelijk in het ziekenhuis, of snelt meteen - ook midden in de nacht - de huisarts of een specialist te hulp, staat in het ziekenhuis een team klaar om te behandelen, of verloopt alles volledig anders? - Het hoorspel schildert de zwerftocht van een allergiepatiënt, die uiteindelijk, nadat hij een hele nacht op zoek was naar een arts, geholpen wordt - evenwel enkele uren te laat…